# Mikrusek wyspowy
Mikrusek wyspowy (Microcebus mamiratra) – gatunek ssaka naczelnego z rodziny lemurkowatych (Cheirogaleidae), opisany w 2006 roku. Zamieszkuje niewielki pofragmentowany obszar na wyspie Nosy Be i na północno-zachodnim Madagaskarze, żyjąc w wilgotnych pierwotnych i wtórnych lasach. Został słabo poznany, z wyglądu porównuje się go do mikruska samibrańskiego. Zagraża mu wyginięcie.

## Systematyka
Nowy gatunek opisali Andriantompohavana, Zaonarivelo, Engberg, Randriamampionona, McGuire, Shore, Rakotonomenjanahary, Brenneman & Louis Jr w 2006. Jako miejsce typowe podano Madagaskar, prowincję Antsiranana, wyspę Nosy Be i dokładniej rezerwat Lokobe. Podano następujące współrzędne: około 13°24′17″S 48°18′11″E/-13,404722 48,303056. Niedługo później opis tego samego gatunku pojawił się w kolejnej pracy, opublikowanej w 2007 przez G. Olivieri i innych. Gatunkowi nadano nazwę Microcebus lokobensis, podano takie samo miejsce typowe. Jednak opublikowana rok wcześniej nazwa (M. mamiratra) ma pierwszeństwo, tak więc M. lobensis uznano za młodszy synonim, aczkolwiek IUCN dostrzega tu jeszcze potrzebę dalszych badań.
Nie wyróżnia się podgatunków.

## Budowa

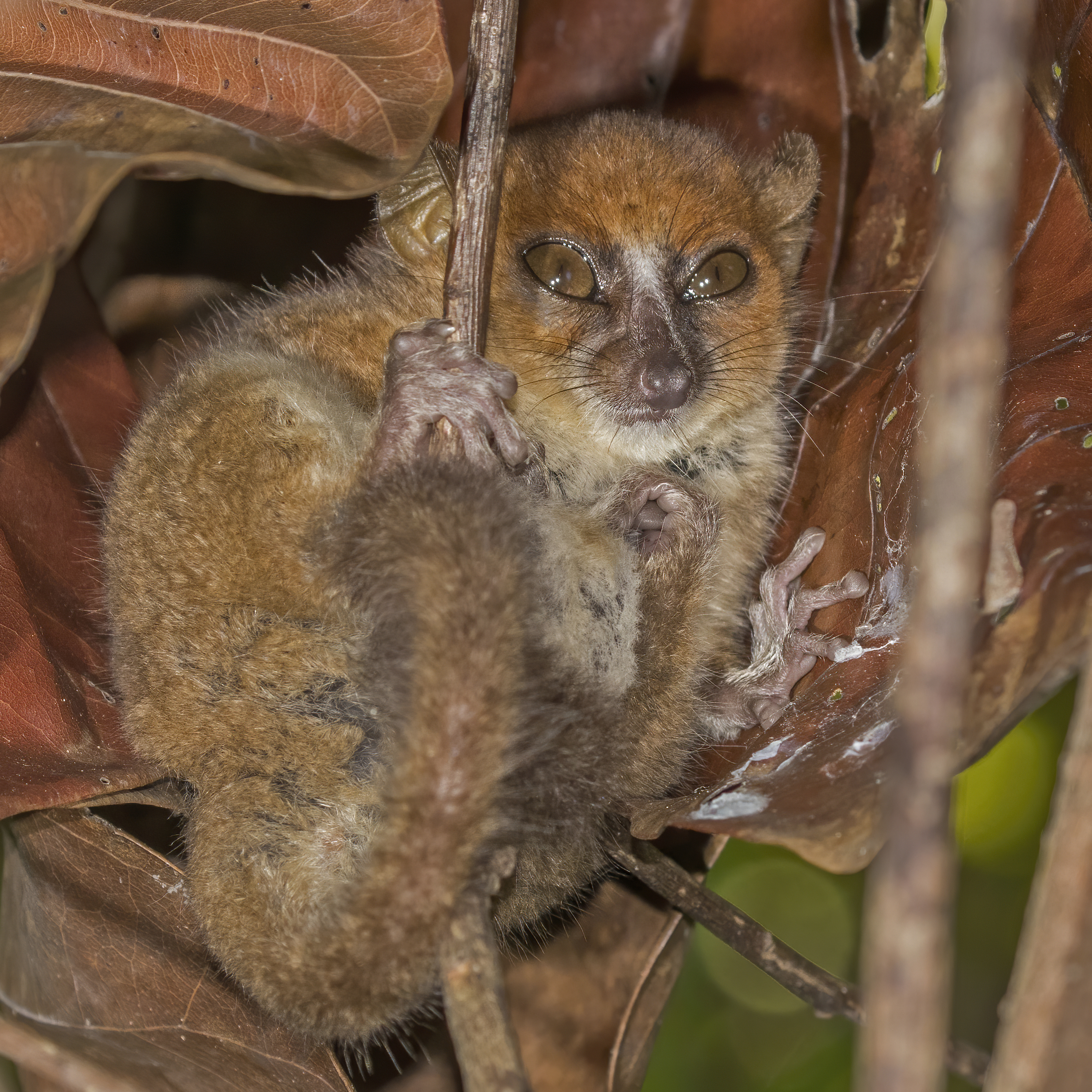
Mikrusek wyspowy

Schwitzer et al. podają następujące wymiary zwierzęcia: głowa i tułów mierzą 12,7 cm; ogon jest dłuższy, osiągając 14,3 cm; masa ciała wynosi 58 g. Tak więc jest nieco większy od podobnego z wyglądu mikruska sambirańskiego (11–12 cm głowy i tułowia, 45 g).
Zwierzę przypomina mikruska sambirańskiego. Ma gęste, choć krótkie futro. Na pysku odznacza się biała, pośrodkowa plama, nieco szersza między oczami. Głowa z uszami i górna część ciała ubarwione są jasnoczerwonobrązowo, jaśniejsze na ciemieniu i grzbiecie, z czasami pośrodkowo biegnącą linią barwy jasnoszarobrązowej, słabo wyrażoną. Kontrastuje z tym brzuch barwy białej czy kremowobiałej. Ogon zaczyna się kolorem rudego brązu, by przejść stopniowo do ciemnego brązu na jego końcu. Słabo porosłe futrem ręce i stopy barwę mają szarą czy białą.

## Tryb życia
Dane dotyczące trybu życia tego gatunku są skromne. Żyje on na drzewach. Aktywność przypada na noc. Nie wiadomo również nic o rozrodzie. Długość pokolenia 5,6 roku.

## Rozmieszczenie geograficzne

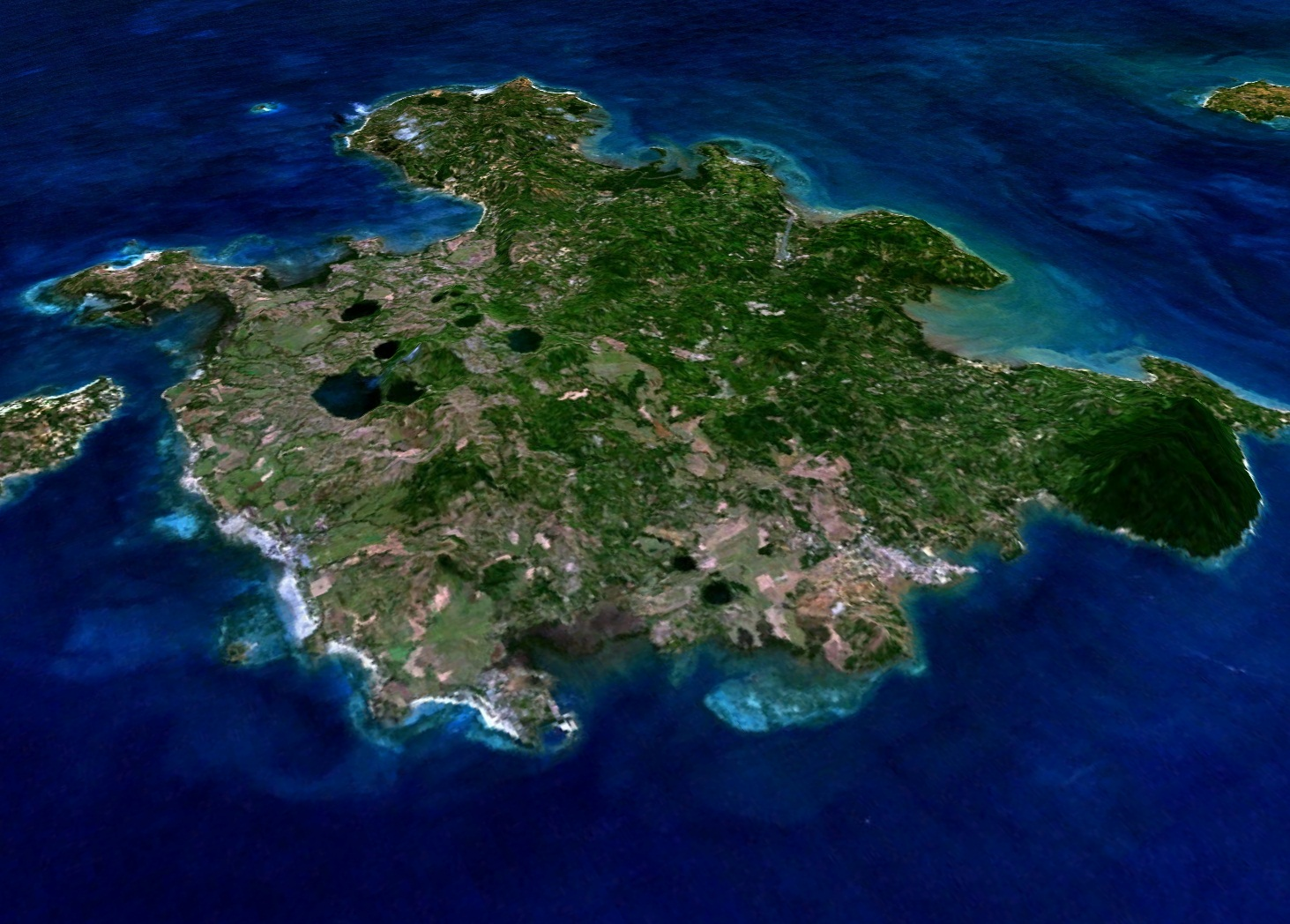
Mikruska wyspowego uważano za endemit Nosy Be, nim napotkano go również na wyspie Madagaskar

Jak wszystkie gatunki lemurkowatych, mikrusek wyspowy jest endemitem Madagaskaru. Co więcej, niektóre źródła, jak Schwitzer et al., podają, że jego zasięg jest ograniczony do jednej niewielkiej wyspy Nosy Be na północnym zachodzie Madagaskaru. Zamieszkuje głównie rezerwat Lokobe. Inne, jak IUCN, podaje kilka niewielkich obszarów, prócz Nosy Be również Manehoka na północnym zachodzie Madagaskaru. Nowe badania opublikowane w 2019 stwierdziły jego obecność także w okolicy Ambakirano wzdłuż rzeki Mahavavy.
Zasięg (Extent of Occurrence, EOO) szacuje się na 2613 km².

## Ekologia
Siedliskiem mikruska wyspowego są lasy pierwotne oraz wtórne, wilgotne.
Schwitzer et al. nie mają szczegółowych informacji na temat diety mikruska wyspowego, podobnie jak w przypadku innych mało znanych mikrusków. Jak piszą, prawdopodobnie konsumuje on owoce i owady, jak i przypuszczalnie inne elementy diety pozostałych mikrusków.

## Zagrożenia i ochrona
Gatunek został uwzględniony w Załączniku I CITES. IUCN uznawała, że ma za mało danych, by wiarygodnie ocenić status gatunku. Tak więc w 2008 gatunek sklasyfikowano jako DD. IUCN/SSN Lemur Red-Listing Workshop w 2012 uznał gatunek za zagrożony wyginięciem w lipcu 2012, biorąc pod uwagę ograniczony zasięg występowania zwierzęcia i spadek liczebności. W 2014 IUCN uznała gatunek za krytycznie zagrożony wyginięciem, jednak w 2020 zmieniono to na zagrożony wyginięciem.
Całkowita liczebność spada. Zasięg jest silnie pofragmentowany, a siedlisku zagraża zniszczenie.
Gatunek stwierdzono w pojedynczym obszarze chronionym, w specjalnym rezerwacie Lokobe. Autorzy zwracają uwagę, że jest to niewielki obszar, podkreślając jednak jego dobrą infrastrukturę. 4 osobniki hodowane są w Zoo Tsimbazaza w stolicy Madagaskaru.